# Selembao
Selembao är en stadsdel (franska: commune) i Kinshasa.